# Gymnothorax afer
Gymnothorax afer  (лат.) — вид рыб из семейства муреновых (Muraenidae), описанный в 1795 году немецким ихтиологом Маркусом Элиэзером Блохом. 
Достигают в длину 100 см. Обитают на глубинах от 10 до 45 м.

## Распространение
Встречаются в тропических водах восточной части Атлантического океана от 20°N до 18°S: от Мавритании на севере ареала до Намибии на юге.